# Folketingsvalget 1855
Der afholdtes valg til Folketinget 14. juni 1855 for at en ny rigsdag kunne godkende ændringerne til Grundloven. 

## Resultat
| Parti                                        | Stemmer i alt | Procent | Mandater | +/- |
| -------------------------------------------- | ------------- | ------- | -------- | --- |
| Højre                                        |               | 18,94   | 17       | -   |
| Alliancen af Nationalliberale og Bondevenner |               | 75,00   | 78       | -   |
| Uden for gruppe                              |               | 6,06    | 6        | -   |
| Total                                        |               |         | 101      |     |